# Коридор входа

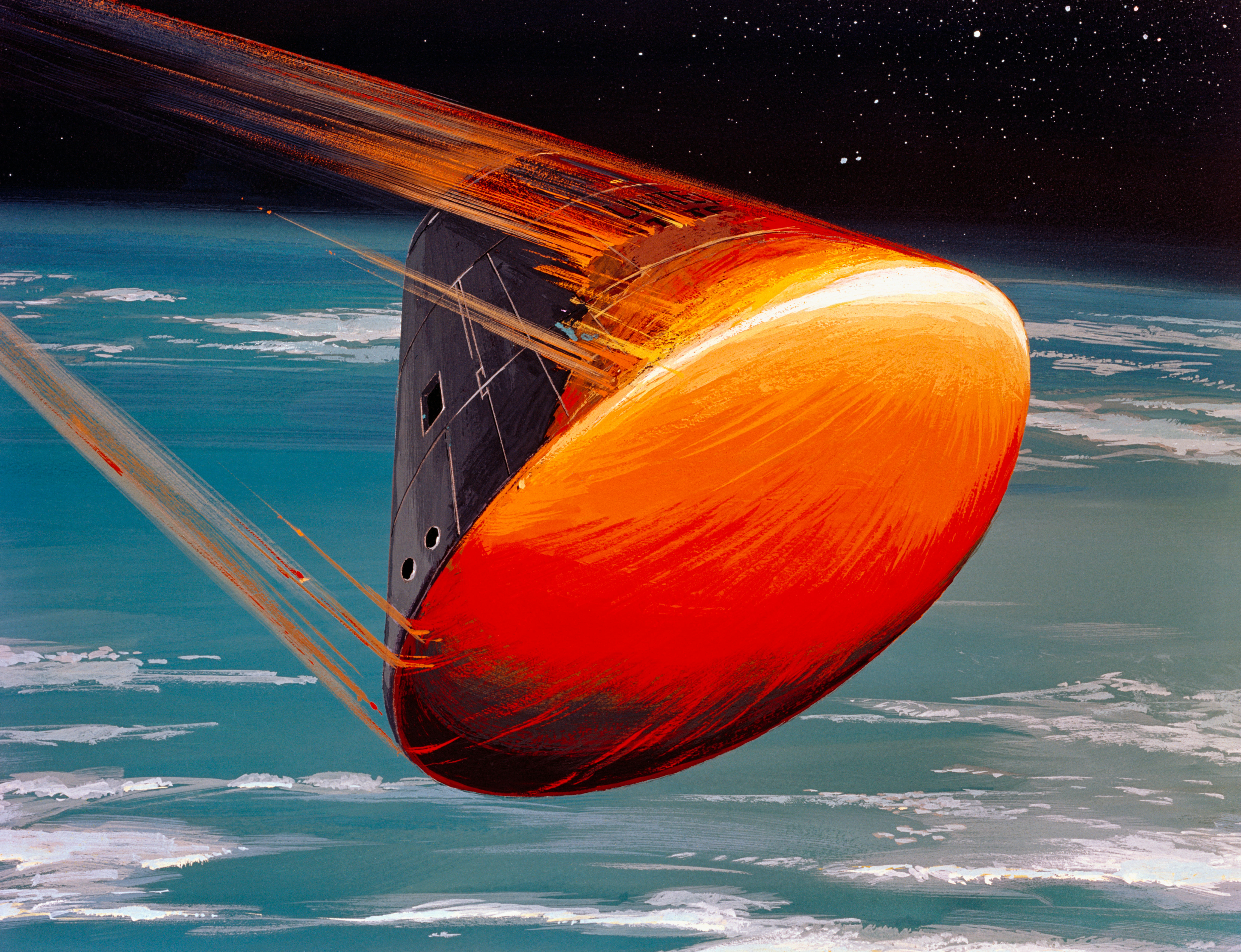
Спускаемый аппарат космического корабля «Аполлон» в процессе снижения и входа в земную атмосферу после лунной миссии (август 1968 года)

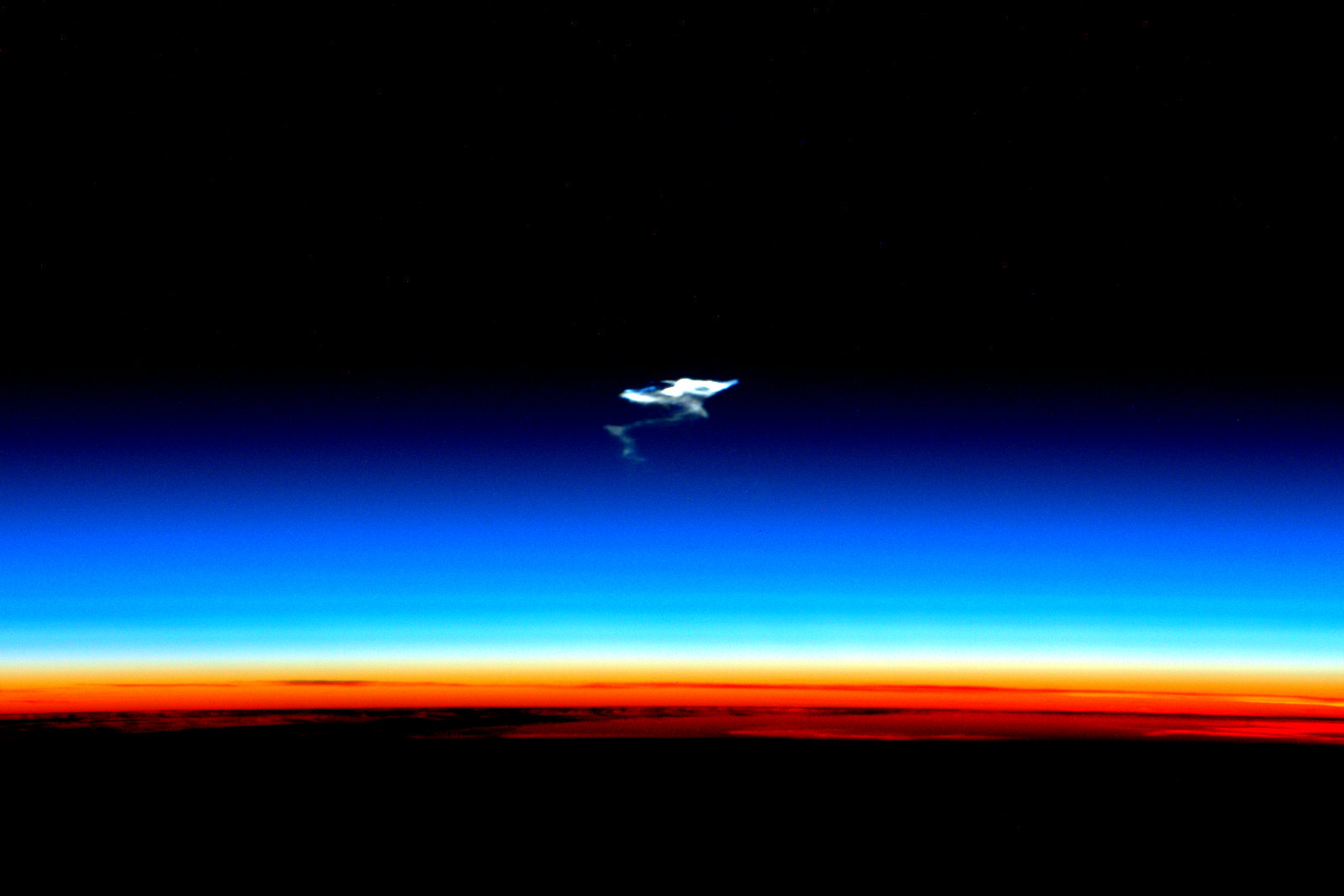
Остаточные следы в атмосфере после успешного спуска космического корабля «Союз ТМА-17М» (декабрь 2015 года)

Коридор входа или ширина коридора входа — основная характеристика, применяемая при анализе разнообразных аспектов спуска космических аппаратов в атмосферу Земли. Пространственные размеры коридора входа и положение его границ зависят главным образом от начальных условий движения космического аппарата, его аэродинамических характеристик и ограничений на условия спуска (прежде всего по перегрузкам, но возможно использовать максимальную температуру и другие параметры). Границы коридора входа имеют тенденцию быстро сужаться при возрастании начальной скорости входа спускаемого аппарата в атмосферу.

## Суть понятия
Траектория входа спускаемого аппарата в земную атмосферу описывается высотой условного перигея или другими словами — высотой перигея условного приближения, вычисленной в предположении отсутствия атмосферных слоёв.
Нижняя граница коридора входа определяется предельно малой высотой условного перигея, которая соответствует наиболее крутой траектории с максимально допустимой перегрузкой.
Верхняя граница коридора входа определяется предельно большой высотой условного перигея, соответствующей наиболее пологой траектории, которая ещё обеспечивает захват космического аппарата атмосферой.
Разность между верхней и нижней границами носит название широты коридора входа. Конкретные её значения могут сильно варьироваться для одного и того же типа космических аппаратов и вида спуска при смене ограничений и условий снижения.
Отмечается, что фактический или реализуемый коридор входа всегда меньше теоретического из-за неизбежных атмосферных возмущений и влияния ряда факторов, которые невозможно строго предсказать, таких как отклонений проектно-баллистических характеристик спускаемого аппарата от расчётных данных, ошибок в функционировании системы управления спуском, инерционности и т. п.